# Jim Hoffman
Pour les articles homonymes, voir Hoffman.
Jim Hoffman est un ingénieur en logiciel installé à Alameda en Californie qui a travaillé sur la modélisation informationnelle et a produit la première modélisation de la Surface minimale de Costa. Il est également l'auteur de plusieurs sites web présentant des théories du complot à propos des attentats du 11 septembre 2001. Il est un des membres du 9/11 Truth Movement.

## Mathématiques appliquées
Avec une équipe du MIT, il a travaillé sur les polymères. Ses travaux ont été publiés dans Science News, Scientific American, et Nature ; il a cosigné des articles pour Science et Macromolecules. Il a contribué à la découverte de nouvelles structures en trois dimensions pour la modélisation de copolymères séquencés (ou copolymères à bloc), par exemple la surface minimale Split-P (hybride des surfaces minimales triplement périodiques P et G), obtenue sur la base du premier niveau de paramètres de la surface minimale dite Lidinoid.
Il est également codétenteur d'un brevet pour un moteur à combustion interne doté d'une meilleure efficacité énergétique (US Patent #4,584,972).

## Recherches sur les attentats du 11 septembre 2001
Depuis 2003, Hoffman écrit sur l'effondrement du World Trade Center (WTC) et sur d'autres aspects des attentats du 11 septembre dans lesquels, pense-t-il, est impliqué le gouvernement des États-Unis. Il est coauteur, avec Don Paul, de Waking up from our Nightmare:  The 9/11 Crimes in New York City et d'une vidéo sortie en février 2006 : 9/11 Guilt:  The Proof is in Your Hands. 
Il a aussi donné des conférences et a été interviewé dans des émissions de radios aux États-Unis et au Canada. Il s'est en particulier intéressé à l'effondrement du WTC 7, et a été critique envers l'explication officielle donnée. Hoffman a aussi écrit une critique sur le rapport officiel du NIST concernant les effondrements, une critique de la FAQ du même organisme, et des critiques, sur des articles de revues de vulgarisation scientifique comme Scientific American et Popular Mechanics ayant pour objet les théories non officielles. L'éditeur de Popular Mechanics, James B. Meigs, décrit Hoffman comme un « leader des théories du complot ».
Steven E. Jones, un physicien, anciennement de la Brigham Young University, a crédité le site web WTC7.net de Hoffman et son travail de source d'inspiration pour mener ses propres analyses sur les effondrements des tours du WTC. Le livre d'Hoffman et ses sites webs sont cités dans l'essai de Jones Why Indeed Did the WTC Buildings Collapse? Il l'est également par David Ray Griffin.
Hoffman a été très critique sur ce qu'il considère comme les théories conspirationnistes les plus extrêmes. Il n'appuie pas, en particulier, la théorie qui veut que le Pentagone ait été frappé par autre chose qu'un avion, et son site web contient une critique très précise des documentaires Loose Change et 911 Mysteries.

## Le DVD9/11 Guilt:  The Proof Is In Your Hands
En 2006, Jim Hoffman a collaboré avec Don Paul pour fournir une partie du DVD 9/11 Guilt:  The Proof is in Your Hands, intitulée Proving Controlled Demolition of World Trade Center Building 7 and the Twin Towers. Dans son intervention, Hoffman propose cinq caractéristiques puis cinq preuves d'une démolition, et accompagne son exposé de schémas. Selon Don Paul "il montre sans nul doute possible que les trois bâtiments ont été détruits par différentes méthodes de démolition contrôlée", et celui-ci ajoute "Les Twin Towers ont été détruites comme aucun autre bâtiment ne l'a été avant ou après cet évènement et environ sept heures plus tard le bâtiment 7 du World Trade Center était détruit par une démolition contrôlée conventionnelle."

## Publications
- (en) Hoffman et al, « Ordered Bicontinuous Nanoporous and Nanorelief Ceramic Films from Self Assembling Polymer Precursors », Science, vol. 286 (5445),‎ 1999, p. 1716 - 1719 (lire en ligne)
- (en) Hoffman et al, « Triply Periodic Bicontinuous Cubic Microdomain Morphologies by Symétries », Macromolecules, vol. 34 (17),‎ octobre 2001, p. 6083 -6089 (lire en ligne)
- Hoffman, Jim and Paul, Don. "Waking up from our Nightmare: The 9/11 Crimes in New York City",  (ISBN 0-943096-10-3)